# 금월여가
《금월여가》(锦月如歌)는 2025년 방송중인 중국의 드라마이다.

## 줄거리
- 가문을 위해 남장했지만 자유를 꿈꿨던 화안 영웅이 된 기쁨도 잠시 믿었던 가문에게 배신당해 쫓기는 신세가 된다 화안은 다른 신분으로 위장하여 다시금 남장한 채 군영에 들어가고 그곳에서 또 다른 영웅 초각과 재회하게 되는데

## 등장 인물
- 주야 (周也) - 화안 역
- 승뢰 (丞磊) - 초각 역
- 장강락 (张康乐) - 초소 역
- 장묘이 - 송도도 역
- 백주 (白澍) - 하여비 역
- 요가적 (饶嘉迪) - 응향 역
- 강정우 (Aisling) - 서빙정 역